# Amt Schwarzwald
Das Amt Schwarzwald, später auch Amt Zella genannt, war eine territoriale Verwaltungseinheit der Ernestinischen Herzogtümer. Ab 1640 gehörte es zum Herzogtum Sachsen-Gotha, ab 1672 zum Herzogtum Sachsen-Gotha-Altenburg und ab 1826 zum Herzogtum Sachsen-Coburg und Gotha.
Bis zur Verwaltungs- und Gebietsreform des Herzogtums Sachsen-Coburg und Gotha im Jahr 1858 und der damit verbundenen Auflösung bildete es als Amt den räumlichen Bezugspunkt für die Einforderung landesherrlicher Abgaben und Frondienste, für Polizei, Rechtsprechung und Heeresfolge.

## Geographische Lage
Das Amt Schwarzwald lag zum größten Teil am Nordhang des Thüringer Waldes vom Gebirgsaustritt bis zum Rennsteig, nur Zella und Mehlis lagen jenseits des Rennsteigs im Südteil. Im Amtsgebiet befanden sich die Oberläufe der Ohra, der Wilden und der Zahmen Gera vom Quellgebiet bis zum nördlichen Austritt aus dem Gebirge. Nur die Quellflüsse Lubenbach in Zella und Heinrichsbach in Mehlis entwässern über die Lichtenau in die Werra. Ein markantes Kartal ist der Schneetiegel bei Gehlberg. Im Amtsgebiet lagen 43 Berge des zentralen Thüringer Walds, darunter der Schneekopf (978 m ü. NN; zweithöchster Berg Thüringens), die Schmücke 916 m ü. NN, der Dörrberg (568 m ü. NN) und der Arlesberg (651 m ü. NN).
Das Amtsgebiet liegt heute im Zentrum des Freistaats Thüringen und gehört zu den Landkreisen Ilm-Kreis, Landkreis Schmalkalden-Meiningen und Landkreis Gotha.

## Angrenzende Verwaltungseinheiten
Das Amt Schwarzwald grenzte bei seiner Gründung 1367 bis zum Aussterben der Grafen von Henneberg im Jahr 1583 im Westen und Süden an die Grafschaft Henneberg, wobei die westlich angrenzende Herrschaft Schmalkalden unter gemeinsamer Verwaltung der Landgrafschaft Hessen und der Grafschaft Henneberg-Schleusingen stand. Im Norden und Westen des Amts befand sich bis zu dessen  Säkularisation 1528/31 das Gebiet des Klosters Georgenthal. Östlich des Amts befanden sich einige Orte, die verschiedenen Adelsgeschlechtern gehörten.
Im 16. und 17. Jahrhundert veränderte sich die politische Zugehörigkeit der umliegenden Gebiete u. a. durch folgende Ereignisse:
- Übergang des Klosters Georgenthal in wettinisch-sächsischen Besitz 1528 (Ernestiner)
- Besitzteilungen und -zusammenlegungen der Ernestinischen Herzogtümer ab 1572
- Aussterben der Grafen von Henneberg 1583: die Grafschaft Henneberg kam unter gemeinsame sächsisch-albertinische und -ernestinische Verwaltung; die Herrschaft Schmalkalden wurde hessischer Alleinbesitz
- Benshäuser Tauschvertrag 1619: Das Amt Hallenberg kommt im Tausch gegen den hessischen Anteil der Zent Benshausen an die hessische Herrschaft Schmalkalden
- Realteilung der Grafschaft Henneberg auf die ernestinischen  Herzogtümer und das albertinische Kurfürstentum Sachsen im Jahr 1660

Bei der Gründung des Herzogtums Sachsen-Gotha-Altenburg im Jahr 1672 grenzte das Amt Schwarzwald an folgende Gebiete:
- Nordwesten: Amt Georgenthal (Herzogtum Sachsen-Gotha-Altenburg)
- Norden: Grafschaft Obergleichen (Herzogtum Sachsen-Gotha-Altenburg)
- Nordosten: Amt Ichtershausen und Wachsenburg (Herzogtum Sachsen-Gotha-Altenburg)
- Osten: Witzlebische Gerichte (Herzogtum Sachsen-Gotha)
- Südost: Amt Ilmenau (Herzogtum Sachsen-Weimar(-Eisenach))
- Süden: Ämter Schleusingen, Suhl, Kühndorf mit Benshausen (alle zu Sachsen-Zeitz, ab 1718 zum Kurfürstentum Sachsen, ab 1815 preußischer Landkreis Schleusingen)
- Westen: Ämter Schmalkalden und Hallenberg (beide zur hessischen Herrschaft Schmalkalden)

## Geschichte

### Grafen von Kevernburg
Durch den Talgrund der Ohra im Nordteil des Thüringer Walds führte einst eine alte Passstraße über den Thüringer Wald in Richtung Oberhof und das südthüringische Meiningen nach Franken. Die erste urkundliche Erwähnung der Burg Schwarzwald, welche als Befestigungsanlage die Meininger Straße sicherte, findet sich im Jahre 1290, wo die Burg auf dem Reichstag zu Erfurt als „castrum Swarzenwalt“ genannt wird.
Bis zum Jahre 1302 gehörte die Burg mit der zugehörigen Wirtschaftssiedlung Schwarzwald im Tal den Grafen von Kevernburg, dann wurde sie kurzzeitig von den Grafen von Orlamünde und etwas später von den Grafen von Schwarzburg erworben. Um 1367 bemühte sich die Stadt Erfurt stark um den Ankauf der Burg, sie wollte damit eine ihrer wichtigsten Handelswege nach Franken sichern und Zoll- und Wegegelder einsparen. Dieses Vorhaben misslang und die Burg geriet an die wettinischen Landgrafen von Thüringen. Eine Hälfte von Mehlis kam bereits 1357 durch einen Tauschvertrag von der Propstei Zella St. Blasii an die Landgrafen von Thüringen.

### Wettinische Landgrafen von Thüringen, Grafen von Gleichen und ernestinische Wettiner
Die Wettiner richteten in der Burg eine Vogtei ein und begründeten damit das Amt Schwarzwald. Im Jahr 1470 wurde der Amtsort Oberhof erstmals urkundlich erwähnt, Arlesberg im Jahr 1503. Von 1470 bis 1525 gehörten die Burg und das Amt zum Besitz der Grafen von Gleichen. Nach der Säkularisation des Klosters Reinhardsbrunn kam Zella St. Blasii zum Amt hinzu, welches in diesem Jahr in den Besitz des ernestinischen Kurfürstentums Sachsen kam. 1535 wurde der Ort Schwarzwald Sitz des gleichnamigen Amts, zu dem zu dieser Zeit fünf Orte und mehrere kleine Waldsiedlungen (Jagdhäuser, Bergwerke, Mühlen, Hammerwerke, Hütten und Waldarbeiterorte) zählten. Durch die Folge des Schmalkaldischen Krieges verloren die Ernestiner 1547 die Kurwürde, wodurch ihre Besitzungen im  Herzogtum Sachsen vereinigt wurden.

### Ernestinische Herzogtümer
Bei  der Erfurter Teilung des Herzogtums Sachsen 1572 wurde das Amt Schwarzwald dem Herzogtum Sachsen-Weimar zugeteilt.  Bei  der Ernestinischen Teilung 1640 kam das Amt Schwarzwald zum neu gegründeten Herzogtum Sachsen-Gotha, welches 1672 zum Herzogtum Sachsen-Gotha-Altenburg erweitert wurde. Durch den 1619 geschlossenen Benshäuser Tauschvertrag wurde der bisher dem ehemals hennebergischen Amt Hallenberg unterstehende Anteil von Mehlis von diesem getrennt, er blieb aber unter der gemeinsamen Verwaltung der Ernestiner und Albertiner. Erst bei der Realteilung der Grafschaft Henneberg im Jahr 1660/61 konnte Herzog Ernst I. von Sachsen-Gotha endgültig 1661 vom Fürstentum Sachsen-Zeitz die ehemals hennebergischen Rechte in Mehlis erwerben, wodurch die jahrhundertelange Zweiteilung des Ortes beendet wurde.
Der Amtssitz wurde 1642 vom Ort Schwarzwald nach Zella Sankt Blasii verlegt. Nach dem Dreißigjährigen Krieg wurde die Burgruine Schwarzwald aufgegeben und diente als Steinbruch für die Siedlung Schwarzwald, welche sich nun um den Burgberg erweiterte. Durch den „Gothaer Hauptrezess“ wurde das Herzogtum Sachsen-Gotha-Altenburg im Jahr 1680 erneut geteilt, wobei  das Amt Schwarzwald bei dem stark verkleinerten Herzogtum Sachsen-Gotha-Altenburg blieb. Zum Amt Schwarzwald gehörten nun neun Orte und ein Hammerwerk. Dies waren die Stadt Zella St. Blasii, die Dörfer Schwarzwald, Mehlis, Oberhof, Arlesberg und das Hammerwerk „Schwarzwälder Hammer“. Im 16. und 17. Jahrhundert hatten sich weiterhin aus einzelnen Waldarbeiterhäusern, einer Glashütte, einer Mühle oder Berg- oder Hammerwerken die Orte Gehlberg, Lütsche, Stutzhaus und Dörrberg gebildet. Die ausgedehnten Waldungen rings um Schwarzwald waren beliebte Jagdreviere der Gothaer Herzöge.  1753 benannte der Herzog von Sachsen-Gotha-Altenburg die  Schmelzhütte mit dem benachbarten Hammerwerk, dem Schwarzwälder Hammer, zu Ehren seiner Frau Luise Dorothée von Sachsen-Gotha-Altenburg (1710–1767) in Luisenthal um.
Nach dem Aussterben der Linie Sachsen-Gotha-Altenburg kam es mit dem Teilungsvertrag zu Hildburghausen vom 12. November 1826 zur umfassenden Neugliederung der Ernestinischen Herzogtümer. Dabei kam der Landesteil Sachsen-Gotha mit dem Amt Schwarzwald zum Herzogtum Sachsen-Coburg und Gotha, dessen beide Landesteile fortan in Personalunion regiert wurden. Nach der im Jahr 1830 erfolgten Verwaltungsreform wurde das Amt Schwarzwald auf drei Justizämter aufgeteilt. In Zella St. Blasii entstand dabei das neue „Justizamt Zella“ mit den Orten Zella St. Blasii, Mehlis, Oberhof und Gehlberg. Luisenthal, Schwarzwald und Stutzhaus kamen an das „Justizamt Ohrdruf“. Lütsche, Arlesberg und Dörrberg wurden dem „Justizamt Liebenstein“ angegliedert. Das Herzogtum Sachsen-Coburg und Gotha wurde 1858 in selbständige Städte und Landratsämter gegliedert. Dabei wurden die drei Justizämter in Verwaltungsaufgaben dem Landratsamt Ohrdruf unterstellt. Im Jahr 1879 wurden die Gothaischen Justizämter Zella, Ohrdruf und Liebenstein in gleichnamige Amtsgerichte umgewandelt.

## Zugehörige Orte
Städte
- Zella St. Blasii (Amtssitz  seit 1642)

Amtsdörfer
- Arlesberg
- Dörrberg
- Gehlberg
- Luisenthal/Luisenthaler Hütte (vor 1753 „Schwarzwälder Hammer“ genannt)
- Lütsche
- Mehlis (vor 1619 nur zur Hälfte)
- Oberhof
- Schwarzwald (Amtssitz  1535 bis 1642)
- Stutzhaus

Burgen
- Burg Schwarzwald (Amtssitz  1367 bis 1535)